# Sttellla
 (août 2024).
Si vous disposez d'ouvrages ou d'articles de référence ou si vous connaissez des sites web de qualité traitant du thème abordé ici, merci de compléter l'article en donnant les références utiles à sa vérifiabilité et en les liant à la section « Notes et références ».

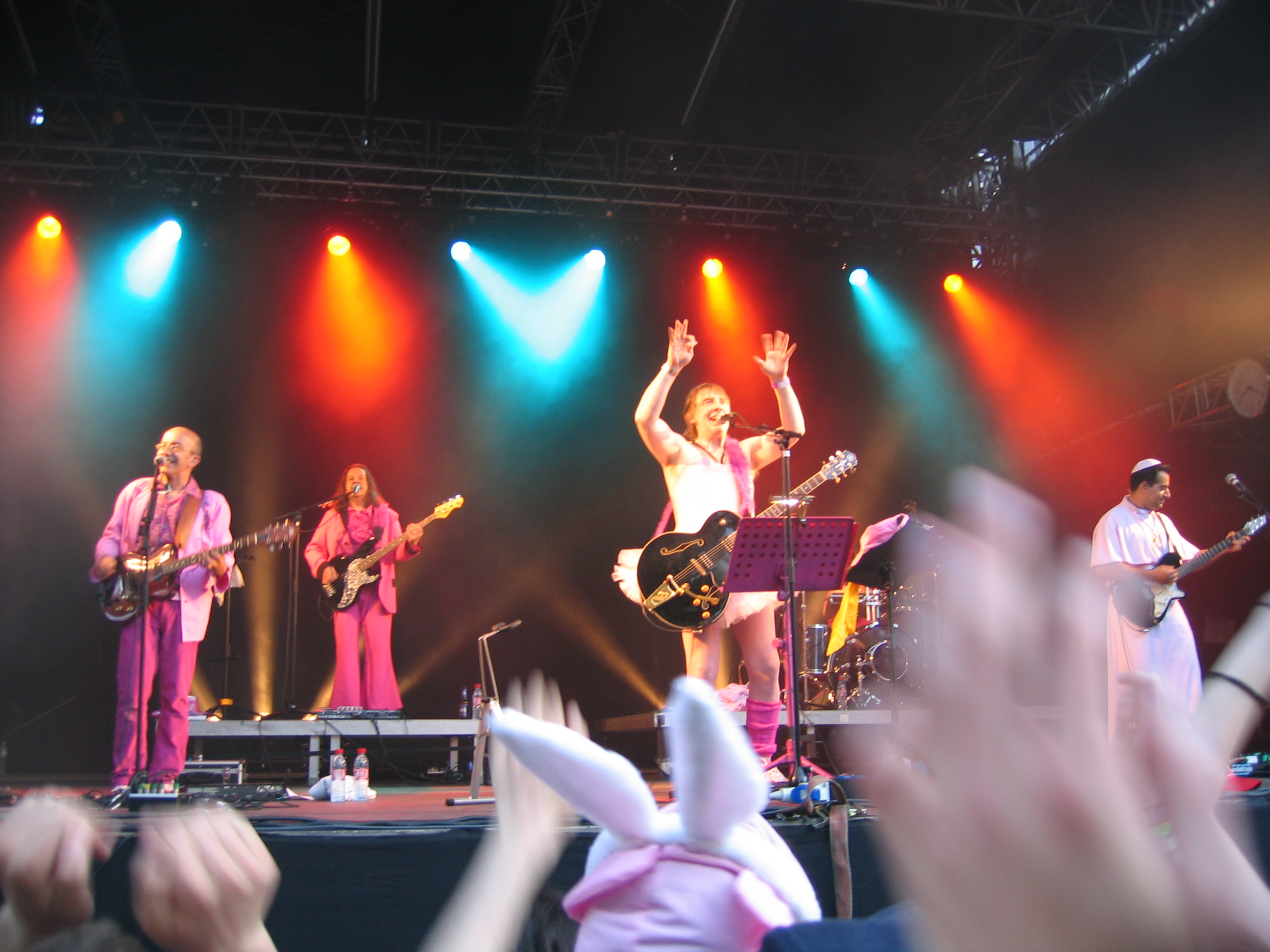

Sttellla est un groupe musical belge. Le seul membre fixe est Jean-Luc Fonck.

## Historique
Le groupe voit le jour en 1978 autour d'un duo formé par Jean-Luc Fonck et Mimi Crofilm qui quittera l'aventure en 1992.
Sttellla s'écrit avec deux T et trois L. Sur leur site web, on trouve l'explication suivante : « Pourquoi Sttellla ? Parce que la bière ». Ils ont voulu ensuite ajouter un T ou un L à chaque nouveau concert qu'ils donneraient, mais ont vite arrêté vu leur succès grandissant de manière et les nombreuses demandes pour de nouveaux spectacles.

## Albums
- 1995 : The Dark Side of the moule
- 1998 : Il faut tourner l'Apache
- 2001 : Un homme avec un grand H au pays des prises de têtes
- 2006 : Le Plus Beau Jour de magie

## Compilations
- 1997 : Consttelllation (compilation sortie uniquement au Québec)[1]
- 1993 : Le meilleur du best of des plus grands greatest hits de Sttellla
- 2003 : Double (avec DVD)
- 2011 : Bestt offf (compilation pour les 20 ans de leur succès Torremolinos, sorti le 7 novembre 2011)
- 2014 : 40 années, 40 âneries
- 2016 : La compile'poil de Sttellla pour les enfants

## Enregistrements publics
- 1997 : Huy, Chimay, Sète, Maredsous, Troyes, Caen, Paris, Orange… Quelle belle tournée !
- 2008 : AB Rose (CD + DVD)
- 2017 : Sttellla Grabalive (Live à l'Ancienne Belgique)

## Divers
- 1977 : Jane te crois plus (45t)
- 1977 : W. C. 55 (45t)
- 1981 : Kaanjecherche (45t)
- 1982 : Le Tangoëland (45t)
- 1992 : Sttelllamentable (sur l'album Vacances prolongées des VRP)
- 1992 : Tel qu'il est (sur la compilation Piaf-Fréhel - Ma grand-mère est une rockeuse)
- 1989 : Le Beau Danube bleu (sur la compilation An der schoenen blauen Donau)
- 2002 : Lena de Boby Lapointe (sur la compilation Boby Tutti-Frutti - L'hommage délicieux à Boby Lapointe).
- 2010 : Plus cool que le Titanic (CD deux titres)
- Voir aussi titres écrits pour d'autres interprètes

## Prix et distinctions
En 2015, le groupe se voit décerner l'Octave d'honneur par les Octaves de la musique.